# 児玉千佳
児玉 千佳（こだま ちか、1970年3月19日 - ）は、兵庫県出身の女子ソフトボール選手（内野手）。1996年アトランタオリンピック日本代表。結婚後の姓は宮崎。

## 経歴
現役時代は太陽誘電に所属。ポジションは内野手で、主に三塁手であった。
日本代表としても世界選手権、アジア競技大会、アトランタオリンピックなどに出場した。

## 人物・エピソード
太陽誘電時代の内野は、エース渡辺正子・キャッチャー山路典子・ファースト中田まり・セカンド川島久美・サード児玉千佳・ショート安藤美佐子という布陣で、全員日本代表メンバーであった。
太陽誘電に在籍していた際に当時の太陽誘電のトレーナーと結婚して姓が宮崎となった。息子の宮崎竜成は創志学園高校野球部で2018年（高校3年時）に夏の甲子園に出場し、2回戦の下関国際高校との試合では9回に代打で登場してヒットを放った。この時の創志学園の監督は長沢宏行で、同氏は母（児玉千佳）の夙川学院高校時代のソフトボール部監督、アトランタオリンピック出場時の日本代表コーチも務めていた。
息子の宮崎竜成はヤマハ硬式野球部でプレーする社会人野球選手で、2024年度のドラフト会議で千葉ロッテマリーンズから2位指名を受けた。